# Vedette-torpilleur

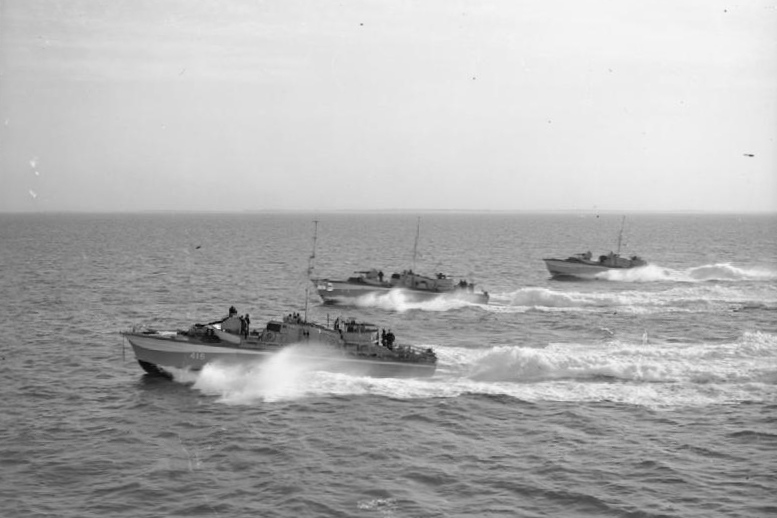
Vedettes-torpilleurs de la Royal Navy en retour de patrouille en juin 1944.

Une vedette-torpilleur, ou MTB (Motor Torpedo Boat), est un type de petit bateau torpilleur caractérisé par une vitesse élevée et une grande puissance de feu pour un très léger déplacement. Ces qualités sont obtenues au détriment de la protection et de l’autonomie en mer. Elles sont utilisées dans la Royal Navy, la Marine royale norvégienne, la Marine royale canadienne et l'United States Navy.

## Histoire

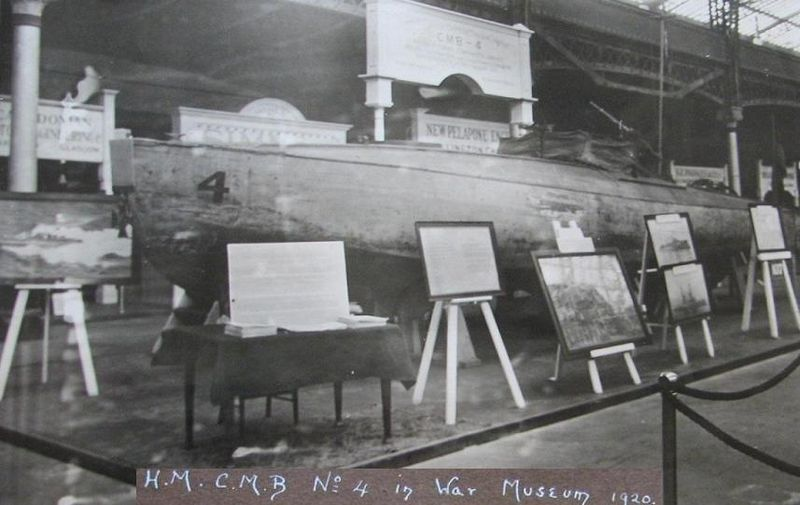
Le CMB no 4 de la Royal Navy au Imperial War Museum en 1920. Il opéra contre la marine soviétique en 1919 durant la guerre d'indépendance de la Lettonie lors d'un raid sur Kronstadt.

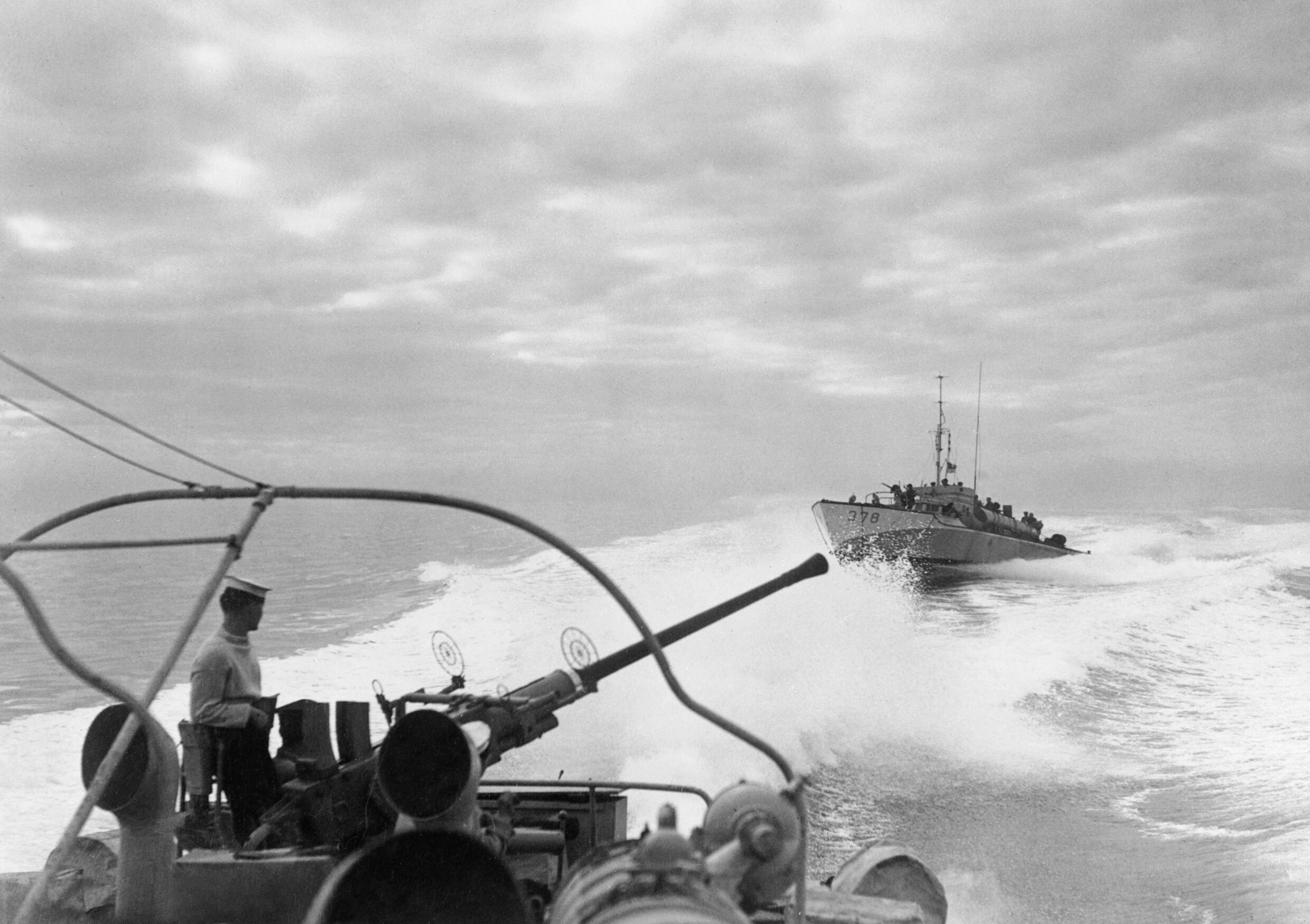
Vedette-torpilleur en Méditerranée.

Les vedettes-torpilleurs ont été conçues pour naviguer avec de bonnes qualités manœuvrières à très grande vitesse pour s'approcher des bâtiments ennemis et lancer sur eux leurs torpilles. Ces bateaux ne disposant d'aucun blindage, ils comptaient sur leur vitesse et leur manœuvrabilité pour éviter les tirs ennemis. 
Les Britanniques et les Italiens ont commencé à développer ce type de navire au début du XXe siècle. Les vedettes-torpilleurs italiennes étaient appelées MAS (Motoscafo Armato Silurante). C'étaient de petites unités dont le déplacement allait de 20 à 30 tonnes.
Les vedettes-torpilleurs britanniques de la Première Guerre mondiale étaient aussi de petites unités avec un déplacement de seulement 15 tonnes, connues sous l'appellation Coastal Motor Boats (en). 
Au cours de la Seconde Guerre mondiale, les Allemands développèrent le Schnellboot et les Alliés, les Patrolboat américains et les Motor Torpedo Boat britanniques. Les vedettes-torpilleurs soviétiques étaient appelées торпедные катеры (torpyedniye katyery ; "coupeurs de torpilles", souvent abrégés en TKA). Les vedettes-torpilleurs roumaines étaient connues sous le nom de vedete torpiloare ("bateaux rapides à torpilles").
Les dernières vedettes-torpilleurs en service dans la Royal Navy furent les deux unités de la classe MTB Brave, en 1958. Construites par les chantiers Vosper, elles se nommaient Brave Borderer et Brave Ferocity. Propulsées par des turbines à gaz, elles pouvaient atteindre 50 nœuds. Seules ces deux vedettes furent construites en raison de leur coût très élevé.

## Filmographie
- Les Sacrifiés (They Were Expendable) : film américain réalisé par John Ford et Robert Montgomery, sorti en 1945 qui retrace l'histoire d'une flottille de vedettes-torpilleurs dans le Pacifique au lendemain de Pearl Harbor.